# Hans Behrendt
Hans Behrendt (28 de setembro de 1889 — 14 de agosto de 1942) foi um ator alemão, roteirista e diretor de cinema.

## Filmografia

### Como diretor
- 1923: Alt Heidelberg
- 1927: Die Hose
- 1927: Prinz Louis Ferdinand
- 1928/29: Die Regimentstochter
- 1929: Der Bund der Drei
- 1929: Die Schmugglerbraut von Mallorca
- 1929: Die Flucht vor der Liebe
- 1930: Kohlhiesels Töchter
- 1930/31: Ich geh aus und du bleibst da
- 1931: Der Herr Bürovorsteher
- 1931: Gloria
- 1931: Danton
- 1932: Mein Freund der Millionär
- 1932: Grün ist die Heide

### Como artista
- Fridericus Rex (1921/22) parte Sturm e Drag
- Fridericus Rex (1921/22) parte de pai e filho